# Латинская альфа
Ɑ, ɑ (альфа/рукописная A) — буква расширенной латиницы.
Используется в международном фонетическом алфавите для обозначения неогублённого гласного заднего ряда нижнего подъёма. Там она называется рукописным a, из-за отсутствия крючка сверху, как у печатного символа a, который обозначает неогублённый гласный переднего ряда нижнего подъёма. Не следует путать символ ɑ с символом ɒ, обозначающим огублённый гласный заднего ряда нижнего подъёма, отличающийся лабиализацией.
Также используется в языках фефе, медумба и тигон. В этих языках для обозначения тонов над альфой используются диакритические знаки акут, гравис, циркумфлекс и гачек (Ɑ́ɑ́ Ɑ̀ɑ̀ Ɑ̂ɑ̂ Ɑ̌ɑ̌).
Кроме того, буква используется в африканском эталонном алфавите и общем алфавите для языков Камеруна.